# ジャケス・デ・ヴェルト
ジャケス・デ・ヴェルト（Giaches de Wert, 1535年頃～1596年 5月6日 マントヴァ）はイタリアで活躍したフランドル楽派の作曲家。後期ルネサンス音楽の前衛的作曲家の一人で、とりわけマドリガーレの発展に貢献した。Wertはこんにちの綴りであり、作曲者自身は Vuert のような自署を残している。

## 生涯
おそらくアントウェルペン近郊のヴェールト（Weert）の出身で、まだ子供の時にイタリアに移り住んだらしい。ナポリのマリア・ディ・カルドナ礼拝堂の聖歌隊で歌ったのち、フェラーラのエステ家の宮廷でチプリアーノ・デ・ローレに師事した（1550年頃～1555年）。その後にノヴェッラーラ、マントヴァ、パルマの宮廷音楽家を歴任した。
1565年にマントヴァのゴンザーガ家の宮廷に仕え、サンタ・バルバラ礼拝堂の聖歌隊長に就任、最晩年（1592年）までその地位を守る。後任はジョヴァンニ・ジャコモ・ガストルディだった。
私生活は波瀾続きで、妻は病弱の彼を見捨てて貴族に走り（その後に政治的陰謀に加担したかどで処刑されている）、フェラーラ宮廷歌手のタルクィニーア・モルツァとの恋愛は、悲劇的な幕切れとなった。

## 音楽作品とその影響
ヴェルトは、230曲のマドリガーレとその他の世俗音楽（1558年～1608年に16巻が出版）のほか、対位法の熟練ぶりをうかがわせる150曲以上の宗教曲（モテットや聖歌など）を遺した。
様式的に見ると、ヴェルトは当時としては最も進歩的なマドリガーレ作曲家であった。1580年代になると、ルッツァスコ・ルッツァスキやルーカ・マレンツィオらと並んで、かつてない表現力と、情緒的に濃密な様式を主導する一人となり、この様式はいずれクラウディオ・モンテヴェルディやジェズアルドによって頂点を極めることになる。ヴェルトはマドリガーレにホモフォニーのテクスチュアを用いる傾向にあったが、それ一本槍というわけではなかった。ポリフォニーの楽句が刺激的な対比として出現するからである。ヴェルトは最晩年の1590年代において、新しいコンチェルタート様式を試みるようになり、複数の声部が掛け合いを演ずるようになる。
ヴェルトはチプリアーノ・デ・ローレとクラウディオ・モンテヴェルディの間に位置する世代の代表的な作曲家であり、モンテヴェルディはマントヴァ時代にヴェルトの許で演奏家として勤め、少なからぬ感化をこうむったことを認めている。